# Ernst-Peter Wieckenberg
Ernst-Peter Wieckenberg (* 23. März 1935 in Kiel) ist ein deutscher Germanist, Romanist und Lektor. Von 1966 bis 1999 war er Cheflektor der geisteswissenschaftlichen Abteilung des Verlages C.H. Beck.

## Leben und Wirken
Wieckenberg studierte Germanistik und Romanistik in Göttingen und Nancy. Nach dem Staatsexamen in Göttingen war er zunächst von 1961 bis 1966 Lektor beim Verlag S. Fischer in Frankfurt am Main, um 1966 als Cheflektor in die geisteswissenschaftliche Abteilung des Verlages C.H. Beck in München überzuwechseln. 1969 erfolgte bei Albrecht Schöne in Göttingen die Promotion mit einer Arbeit Zur Geschichte der Kapitelüberschrift im deutschen Roman vom 15. Jahrhundert bis zum Ausgang des Barock. Als Lektor gelang es Wieckenberg, zahlreiche Großprojekte – vor allem im Bereich der Geschichtswissenschaft – für den Münchner Verlag zu gewinnen und diesen erfolgreich auf dem Markt zu behaupten. Zu den herausragenden, von Wieckenberg betreuten Reihenwerken zählen etwa die zehnbändige Neue Deutsche Geschichte, die Deutsche Geschichte 1866–1945 des US-amerikanischen Historiker Gordon A. Craig, Thomas Nipperdeys dreibändige Deutsche Geschichte 1800–1918 sowie die fünfbändige Deutsche Gesellschaftsgeschichte Hans-Ulrich Wehlers, mit deren Vertragsabschluss es Wieckenberg gelang, den Bielefelder Historiker sukzessive von den Verlagskonkurrenten Suhrkamp und Vandenhoeck & Ruprecht abzuwerben. Zu den von Wieckenberg betreuten Veröffentlichungen gehören überdies zahlreiche Werke führender deutscher Historiker und Philologen wie Franz-Josef Brüggemeier, Alfred Haverkamp, Manfred Fuhrmann, Reinhart Herzog, Paul Nolte, Jürgen Osterhammel, Volker Press, Friedrich Prinz, Wolfgang Reinhard, Peter Lebrecht Schmidt, Ernst Schulin, Wolfram Siemann oder Heinrich August Winkler.
Wieckenberg selbst erlangte 1988 mit seinem Almanach Einladung ins 18. Jahrhundert, einer für die Aufklärungsforschung bis heute zentralen Quellensammlung, große Bekanntheit, die zum Zeitpunkt ihrer Veröffentlichung zumeist unbekannte, für die Epoche jedoch äußerst aussagekräftige Texte bündelte. 2017 wurde Wieckenberg mit dem Akademiepreis der Bayerischen Akademie der Wissenschaften ausgezeichnet.

## Schriften (Auswahl)
- Zur Geschichte der Kapitelüberschrift im deutschen Roman vom 15. Jahrhundert bis zum Ausgang des Barock. Vandenhoeck & Ruprecht, Göttingen 1969 (Dissertation).
- Einladung ins 18. Jahrhundert. Ein Almanach aus dem Verlag C. H. Beck im 225. Jahr seines Bestehens. Mit 19 Erstdrucken von Texten aus der Goethezeit. Beck, München 1988, ISBN 3-406-32821-0.
- Johann Heinrich Voß und „Tausend und eine Nacht“. Königshausen & Neumann, Würzburg 2002, ISBN 3-8260-2372-2.
- Johan Melchior Goeze. Ellert & Richter, Hamburg 2007, ISBN 978-3-8319-0294-1.
- als Herausgeber mit Barbara Picht: Ernst Robert Curtius: Elemente der Bildung. Beck, München 2017, ISBN 978-3-406-69760-9.